# انتهاكات مسندة إلى صدام حسين
الانتهاكات المسندة إلى صدام حسين (1979 - 2003) أو الجرائم التي اتهم بها نظام الرئيس صدام حسين هي انتهاكات لحقوق الإنسان تعرّض لها الشعب العراقي أثناء فترة حكم نظام الرئيس السابق لجمهورية العراق صدام حسين. ولقد شملت القائمة أعمال قتل جماعي وتعذيب واغتيال نُفِذَّ أغلبها بدون محاكمات رسمية و/أو علنية. وتمتد هذه الانتهاكات عبر فترة تولّيه الرئاسة التي بلغت أكثر من 24 عاماً من عام 1979م وحتى سقوط بغداد بيد قوات الغزو الأمريكي في يوم 9 نيسان 2003م.
حيث امتدت عواقبها إلى جميع أطياف الشعب العراقي ما بين شيعة وسنة وأكراد وأقليات أخرى، وتوسعت لتشمل الدول المجاورة كالكويت وإيران. ومن الجدير بالذكر أن صدام حسين بدأ فترة توليه الحكم بإصدار الأوامر لتصفية المعارضين لهُ من بين أعضاء حزب البعث وزملائه وأصدقائه الشخصيين في اجتماع شهير موثق بالفيديو؛ وقام شخصياً بالإشراف على تنفيذ هذه الأوامر عام 1979، وعرفت هذه الحادثة حينها بمؤامرة الرفاق.

## قضية الدجيل
في 8 يوليو / تموز 1982 قام الرئيس السابق صدام حسين وفي خضم حرب الخليج الأولى بزيارة بلدة الدجيل، وأثناء مرور موكبه بالبلدة تعرّض الموكب إلى إطلاقات نارية من قبل أعضاء في حزب الدعوة الإسلامية، وحصل تبادل إطلاق النيران بين أعضاء الحزب وحامية صدام، ووفقاً لتقرير صادر عن وكالة أسوشيتد برس للأنباء في عام 2003، فقد أُكتُشِفَّ خلال نهب المكاتب الحكومية التي أعقبت انهيار النظام مرسوم رئاسي يأمر بإعدام عشرات الرجال من القرية في بغداد. وأُصدِرَّ بعد ذلك قرار بتدمير وتجريف ما يقارب 1000 كم2 من الأراضي الزراعية والبساتين المثمرة على الطريق من قضاء بلد إلى الدجيل لمنع تكرار مثل هذه المحاولة.
حتى أواخر كانون الأول/ديسمبر من نفس العام، كان قد قُبِضَّ على 393 من الرجال فوق سن 19 عاماً، و394 من النساء والأطفال من مدينتي الدجيل وبلد ، حيث أُعتقِلوا في سجن أبو غريب قرب بغداد، وتعرض للتعذيب عدد غير معروف منهم، وجدير بالذكر أن 138 من المحتجزين البالغين الذكور وعشرة من الذكور القاصرين مثلوا للمحاكمة أمام المحكمة الثورية بعد أن اعترفوا بمشاركتهم في محاولة الاغتيال. وعلى مدى عدة أشهر لاحقة، نُقِلَّ بقية السجناء إلى مراكز الاعتقال في الصحراء إلى الغرب من بغداد، ولكن أكثر من 40 من المعتقلين لقوا حتفهم أثناء الاستجواب أو أثناء التعذيب في الاعتقال. وقال أحد سكان الدجيل الذي قدم شهادته في وقت لاحق أثناء محاكمة صدام في عام 2005، أنه شهد بنفسه التعذيب والقتل الذي مورس خلال انتقام الحكومة من منفذي محاولة الاغتيال الفاشلة، بما في ذلك قتل 7 من أصل 10 من إخوته. بعد عامين من الاعتقال نُفِي حوالي 400 معتقل، أغلبهم من أفراد عائلات الـ148 شخصاً الذين اعترفوا بالمشاركة في التخطيط أو التنفيذ لمحاولة الاغتيال، إلى منطقة نائية في جنوب العراق.

### الشهود
في أثناء محاكمة صدام حسين ونظامه على أحداث الدجيل ظهر أن هناك الكثير من الشهود على استعداد للإدلاء بشهادتهم.
أحد هؤلاء الشهود، وهي المدعوة أم طلال، ذكرت لصحيفة التايمز أن زوجها أُعتُقِلَّ وستة من أبنائها، وبناتها الست، وزوجة ابنها وحفيدها بعد محاولة الاغتيال. وحسب قولها؛ فقد نقل الرجال إلى بغداد في سجن أبو غريب ولم يظهروا بعد ذلك. أما زوجة ابنها وحفيدها فقد توفيا تحت ظروف بشعة في سجن آخر.

### الانتقادات لسير المحاكمة
قامت منظمة هيومن رايتس ووتش بتوثيق الثغرات الإجرائية الأساسية في المحاكمة على أحداث الدجيل، ومن تلك الثغرات عدم استقلالية المحكمة عن التأثير السياسي، وعدم الكشف عن أدلة الإدانة للدفاع. والنتيجة التي توصل إليها تحليل هيومن رايتس ووتش للحكم الصادر في 22 نوفمبر/تشرين الثاني 2006، هي أن ثغرات المحاكمة تمتد إلى الحيثيات القانونية للحكم نفسه. وقال ريتشارد ديكر: «تقتطع المحكمة من حق المتهمين في تقديم دفاع قوي بالسماح للادعاء بالاستناد إلى اتهامات فضفاضة ورفض طلبات استدعاء شهود الدفاع». وتابع قائلاً: «ويتضمن هذا رفض سماع الشهادة من شهود الدفاع بالخارج بواسطة التصوير ببث الفيديو الحي».

## الحرب العراقية الإيرانية

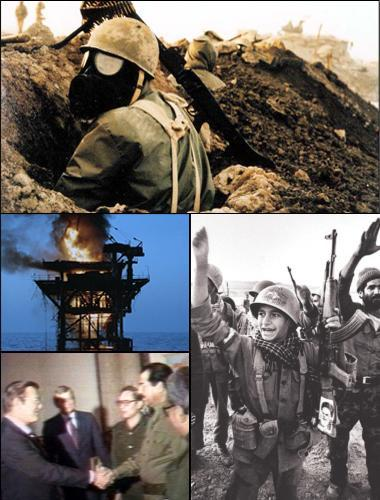
لقطات من الحرب العراقية الإيرانية

سميت الحرب العراقية الإيرانية من قبل الحكومة العراقية آنذاك باسم «قادسية صدام»، بينما عُرفت في إيران باسم «الدفاع المقدس» (بالفارسية: دفاع مقدس). نشبت الحرب بين العراق وإيران في سبتمبر 1980 واستمرت حتى أغسطس 1988. خلفت الحرب نحو مليون قتيل من الطرفين، ودامت الحرب ثماني سنوات، لتكون بذلك أطول نزاع عسكري في القرن العشرين وواحدة من أكثر الصراعات العسكرية دموية. أثّرت هذه الحرب على المعادلات السياسية لمنطقة الشرق الأوسط، وكان لنتائجها بالغ الأثر في العوامل التي أدت إلى حرب الخليج الثانية والثالثة.
فقد العراق ما بين 150 ألف و375 ألف عسكري، بالإضافة إلى 100 ألف مدني عراقي. أما اقتصادياً فقد كلفت هذه الحرب مبلغ 500 مليار دولار أمريكي من الخزينة العراقية.

### المسببات
أسباب الحرب حسب وجهة النظر العراقية تتضمن تاريخا طويلا من النزاعات الحدودية التي غذتها المخاوف من تمرد الشيعة في العراق أثناء تأثرهم بالثورة الإيرانية الإسلامية التي قامت عام 1979 وأطاحت بالشاه بادئة حكما دينيا يسيطر فيه الشيعة وأئمتهم على مقاليد الحكم.
وتتمثل الجذور التاريخية للخلاف في أن المعاهدات التاريخية التي ورثها العراق عن الدولة العثمانية تمنحه الحق في السيادة على الممر المائي المسمى شط العرب عدا مناطق محددة أمام «المحمرة» و«عبادان».
وظلت إيران تطالب بتقاسم السيادة على مياه الشط بينما كان العراق يجد في الشط منفذه الأساسي إلى الخليج لاسيما أنه يعاني ندرة منافذه إلى مياه الخليج العميقة التي تسهل استقبال وارداته ووصول صادراته إلى الموانئ العالمية.

### الحرب
يقدم طرفا الحرب روايتين متناقضتين لبدء الحرب، ففي الوقت الذي يعتبر فيه الإيرانيون لحظة عبور القوات العراقية للحدود الدولية واندفاعها في عمق الأراضي الإيرانية في 22 سبتمبر/ايلول عام 1980 فاتحة هذه الحرب، يعيد مسؤولون في النظام السابق في العراق تاريخ بدء الحرب إلى فترة أسبق، حيث ظلت مشكلة ترسيم الحدود بين العراق وإيران، لاسيما في الممر المائي شط العرب، مصدر التوتر الرئيسي بين العراق وإيران ومنبع الكثير من الخلافات والتصادمات التي بلغت ذروتها في حرب دامية ضروس بين البلدين تواصلت لثمانية أعوام.
بدأت الحرب كما تشير بعض المصادر عندما شنّ العراق الحرب على إيران بقيادة صدام حسين.
الهجمة الأولى له المكونة من هجمات جوية هدفت إلى تدمير القوة الجوية الإيرانية نُفِذَّت بالتزامن مع الهجمات الأرضية بتاريخ 22 سبتمبر عام 1980.
حاول العراق من خلال الحرب أن يحل محل إيران كدولة مهيمنة في الخليج العربي، وعلى الرغم من أن العراق حاول الإستفادة من الفوضى الثورية في إيران وهاجم دون سابق إنذار رسمي، لم يحدث سوى تقدم عسكري محدود، واضطر بسرعة إلى التراجع، فتمكن الإيرانيون بحسب مزاعمهم بحلول حزيران/يونيو 1982 من استعادة كل الأراضي التي فقدوها تقريباً.
حين بدأت الحرب في 1980 كان عدد السكان في العراق قد بلغ 13 مليون نسمة, وهو ما يشكل ثلث عدد سكان إيران آنذاك، وتمثلت الصادرات العراقية في مجملها من النفط، وقبيل اندلاع الحرب كانت صادرات النفط من العراق تبلغ 3.3 مليون برميل يومياً في المتوسط خلال سنتي 1979 و1980  إلا أن هذا المعدل انخفض كثيراً خلال سنوات الحرب بسسب تعذر تصدير النفط من الموانئ البحرية على الخليج العربي والاعتماد على خط أنابيب كركوك-جيهان لتصدير النفط.
شهدت هذه الحرب إعدام المئات من القادة العسكريين في الجيش العراقي بحجج واهية منها الهروب من جبهات القتال أو تحت مسميات خيانة النظام أو التجسس للأجنبي. كما شهدت استعمال الأسلحة الكيماوية المحرمة دولياً من بينها غاز الخردل.

## حملة الأنفال
حملة الأنفال (بالكردية كارەساتی ئەنفال)  هي إحدى عمليات الإبادة الجماعية التي قام بها النظام العراقي السابق برئاسة صدام حسين سنة 1988 ضد الأكراد في إقليم كردستان شمالي العراق،  وقد أوكلت قيادة الحملة إلى علي حسن المجيد الذي كان يشغل منصب أمين سر مكتب الشمال لحزب البعث العربي الاشتراكي وبمثابة الحاكم العسكري للمنطقة، وكان وزير الدفاع العراقي الأسبق سلطان هاشم القائد العسكري للحملة. وقد اعتبرت الحكومة العراقية آنذاك الأكراد مصدر تهديد لها، وقد سميت الحملة بـ «الأنفال» نسبة للسورة رقم 8 من القرآن الكريم. و«الأنفال» تعني الغنائم أو الأسلاب. استخدمت البيانات العسكرية خلال الحملة الآية رقم 11 من هذه السورة.
قام بتنفيذ تلك الحملة قوات الفيلقين الأول والخامس في كركوك وأربيل مع قوات منتخبة من الحرس الجمهوري[ ؟ ] بالإضافة إلى قوات الجيش الشعبي وأفواج ما يُسمى بالدفاع الوطني التي شكلها النظام العراقي[ ؟ ] آنذاك لمحاربة أبناء جلدتهم، وقد تضمنت العملية ستة مراحل. وكانت هذه العمليات تستهدف بالإضافة إلى الأكراد الأقليات المختلفة التي كانت تعيش في تلك المنطقة و منهم الأشوريون والسريان والكلدان والشبك والتركمان واليزيديون والمندائيون. العديد من القرى التابعة لهذه الأقليات دُمِرَّت بالكامل.
نتج عن هذه الحملة ما يلي:
1. ذبح وقتل عدد يتراوح من 50,000 إلى 100,000 من المدنيين غير المقاتلين بمن فيهم النساء والأطفال.[26]
2. تدمير حوالي 4,000 قرية (من أصل 4,655 قرية كردية) في كردستان العراق، بين نيسان 1987 وأغسطس 1988، وتعرض 250 مدينة وقرية كردية للأسلحة الكيميائية.[27]
3. تدمير وهدم 1,754 مدرسة و270 مستشفى و2,450 مسجد و27 كنيسة.[28]
4. محو حوالي 90٪ من القرى الكردية في المناطق المستهدفة.[29]

## الهجوم الكيميائي على حلبجة
الهجوم الكيميائي على حلبجة (بالكردية: كیمیابارانی ھەڵەبجە Kîmyabarana Helebce) هو هجوم حدث في الأيام الأخيرة للحرب العراقية الإيرانية، و يدخل في نطاق الإبادة الجماعية ضد قومية معينة وهم الأكراد في حلبجة، وقد حدث الهجوم في 16 مارس 1988، حيث كانت مدينة حلبجة محتلة من قبل الجيش الإيراني، وعندما تقدم إليها الجيش العراقي تراجع الإيرانيون أو كما صرحت بعض وسائل الإعلام أن الجيش الإيراني غادر في الصباح السابق للهجوم  وقصفت المدينة بأسلحة كيميائية. وجِه الاتهام للجيش العراقي بقصف حلبجة بأسلحة كيميائية قبل دخولها. أشارت التكهنات إلى مقتل أكثر ما بين 3,200-5,000 شخص كنتيجة مباشرة وغير مباشرة للقصف، وإصابة ما بين 7,000-10,000‏. وجهت إدارة المخابرات العسكرية الأمريكية الاتهام في البداية إلى إيران، ولكنها بعد فترة أعادت صياغة الأمر على أنه هجوم عراقي على القوات الإيرانية وقوات كردية موالية لإيران وسكان حلبجة أثناء معارك ضارية. لم تقدم إدارة المخابرات العسكرية أي دليل يؤكد حدوث القصف من طرف العراقيين.
يدعي بعض الكتاب الأكراد موت الآلاف من سكان البلدة في السنوات التي تلت الهجوم نتيجة المضاعفات الصحية والأمراض والعيوب الخلقية التي خلفها الهجوم. وقد أُعتبرَّ هذا الهجوم أكبر هجوم كيميائي وُجّه ضد سكان مدنيين من عرق واحد وهم الأكراد، كما أنه كان لا يزال أكبر هجوم بالأسلحة الكيميائية موجه ضد منطقة مدنية مأهولة بالسكان في التاريخ. وتمت إدانة الهجوم واعتباره جريمة ضد الإنسانية في البرلمان الكندي.
نقلت مصادر ادعاءات أفراد بأن الغاز في البداية كانت تفوح منه رائحة التفاح الحلو، وحسب شهود عيان نجوا من الحادثة فإن القتلى لقوا حتفهم بطرق مختلفة، مما أوحى للشهود باحتمال وجود مزيج من المواد الكيميائية السامة (بعض الضحايا مجرد «سقطوا ميتين» في حين أن آخرين «ماتوا وهم يضحكون»، بينما استغرق البعض الآخر بضع دقائق ليموتوا)، ويعتقد أن موادا كيميائية متعددة استخدمت أثناء الهجوم، وشملت:
- غاز الخردل، وكان معظم الجرحى الذين نقلوا إلى مستشفيات في العاصمة الإيرانية طهران يعانون من أعراض التعرض إلى غاز الخردل.[33]
- غاز السارين.[42]
- غاز الأعصاب.[43][44]
- التابون.[36]
- غاز سيانيد الهيدروجين.[45]

قامت إيران بإرسال صحفيين إيرانيين فور حدوث القصف لنشر الصور في وقت لاحق في الصحف الإيرانية، وقد صوروا مقاطع متفرقة وجمعوها كفيلم قصير تداولته وكالات الأنباء العالمية والإيرانية آنذاك. أول هذه الصور الأولى التقطها المصور الإيراني كاوه جولستان. وبالرجوع إلى الكواليس في حلبجة، وصف جولستان مكان الحادث لغي دينمور من صحيفة فاينانشال تايمز قائلا: «أنه كان على بعد ثمانية كيلومترات خارج حلبجة على متن طائرة هليكوبتر عسكرية عندما بدأت المقاتلات القاذفات العراقية من طراز ميج -23 من القاذفات المقاتلات التحليق فيها»، وأضاف: «لم تكن سحابة الانفجار كبيرة كسحابة الفطر في الانفجار النووي، ولكن كان هناك العديد من السحب الأصغر حجما والأكثف دخانا»، وأكمل قائلاً: أنه صُدم عند رؤية المناظر لدى وصوله إلى المدينة، على الرغم من أنه قد رأى من قبل هجمات بالغاز الكيميائي خلال الحرب الوحشية بين إيران والعراق:

«كأن الحياة تجمدت، أو توقفت تماما. مثل أن تشاهد فيلما وفجأة تتوقف الصورة في إطار واحد. كان نوعًا جديداً من الموت بالنسبة لي، تخيل أن تذهب إلى مطبخ ما وترى جثة امرأة تحمل سكيناً حيث كانت تقطع جزرة. (...) وما حصل عقب الهجوم كان أسوأ. بعض من الناجين استمروا بالقدوم لنقلهم من مكان الهجوم بالمروحية. كان لدينا 15 أو 16 طفلا جميلا توسلوا لنا كي ننقلهم إلى المستشفى. لذا جلسنا كلنا مع كل الصحفيين هناك، وكل منا يحمل طفلا في يده. ما أن أقلعنا حتى بدأ سائل بالخروج من فم الفتاة الصغيرة التي كانت في ذراعي ولفظت أنفاسها الأخيرة وماتت.»

في المقابل وفي 31 يناير/كانون الثاني 2003 نشرت صحيفة نيويورك تايمز تصريحات لستيفان سي بيليتيري كبير محللي وكالة الاستخبارات الأمريكية المتخصص بالحرب العراقية الإيرانية، وردّا على تصريحات الرئيس الأمريكي جورج دبليو بوش بشأن غزو العراق كون صدام حسين قاتل لشعبه بالغاز. أعلن ستيفان كذب رواية قتل الأكراد بغاز الخردل العراقي، حيث أكد أن الاستخبارات الأمريكية قامت فور القصف بالوصول إلى حلبجة وقامت بتحليل دماء المصابين والقتلى وتوصلت إلى وجود غاز الخردل العراقي الذي لم يسبب وفيات ضمن المصابين وغاز سيانيد الهيدروجين المستعمل في إيران الذي تسبب بقتل سكان المدينة. وأكد ستيفان أن القصف العراقي كان ضمن عملية عسكرية موجهة ضد الإيرانيين وليس ضد سكان المدينة الذين وقعوا ضحية الاشتباك بين الطرفين.
إضافة إلى ذلك، اتهم طارق عزيز، أحد أبرز الشخصيات السياسية في فترة حكم الرئيس العراقي الأسبق صدام حسين في المحكمة التي تحاكم عددا من مسؤولي النظام السابق في قضية الأنفال، إيران أنها استخدمت السلاح الكيميائي في قصف حلبجة، وقال أن العراق لم يستخدم السلاح الكيميائي في قصف حلبجة. وشكلت هذه الشهادة أبرز ما شهدته جلسة محاكمة الأنفال رقم 48.
واستشهد عزيز بما ورد في تقرير معهد الدفاع التابع للبنتاغون الأميركي الذي أكد في ذلك الحين أن إيران هي المسؤولة عن قصف حلبجة بالسلاح الكيمائي وليس الجيش العراقي. وكشف عزيز في شهادته الاتفاق الأمني الذي تم بين تركيا والعراق، والذي يسمح بوجود شكل من أشكال الأحزمة الأمنية في شمال العراق، كما أكد أنه التقى عام 1991 مع وفد كردي يرأسه جلال الطالباني الذي لم يذكر المجازر أو عمليات القصف بالسلاح الكيميائي وفقاً لما أكده عزيز.
وأكد أن التقرير يشير إلى أن السلاح الذي استخدمه العراق في تلك الفترة هو غاز الخردل وهو لا يؤدي إلى الوفاة وأن نسبة الوفاة الناجمة عن استخدام هذا الغاز لا تتعدى نسبة 2%، بينما معظم الوفيات حدثت نتيجة للتعرض لغاز السيانيد الذي كانت تملكه إيران وقتها ولا يملكه العراق.

## غزو الكويت

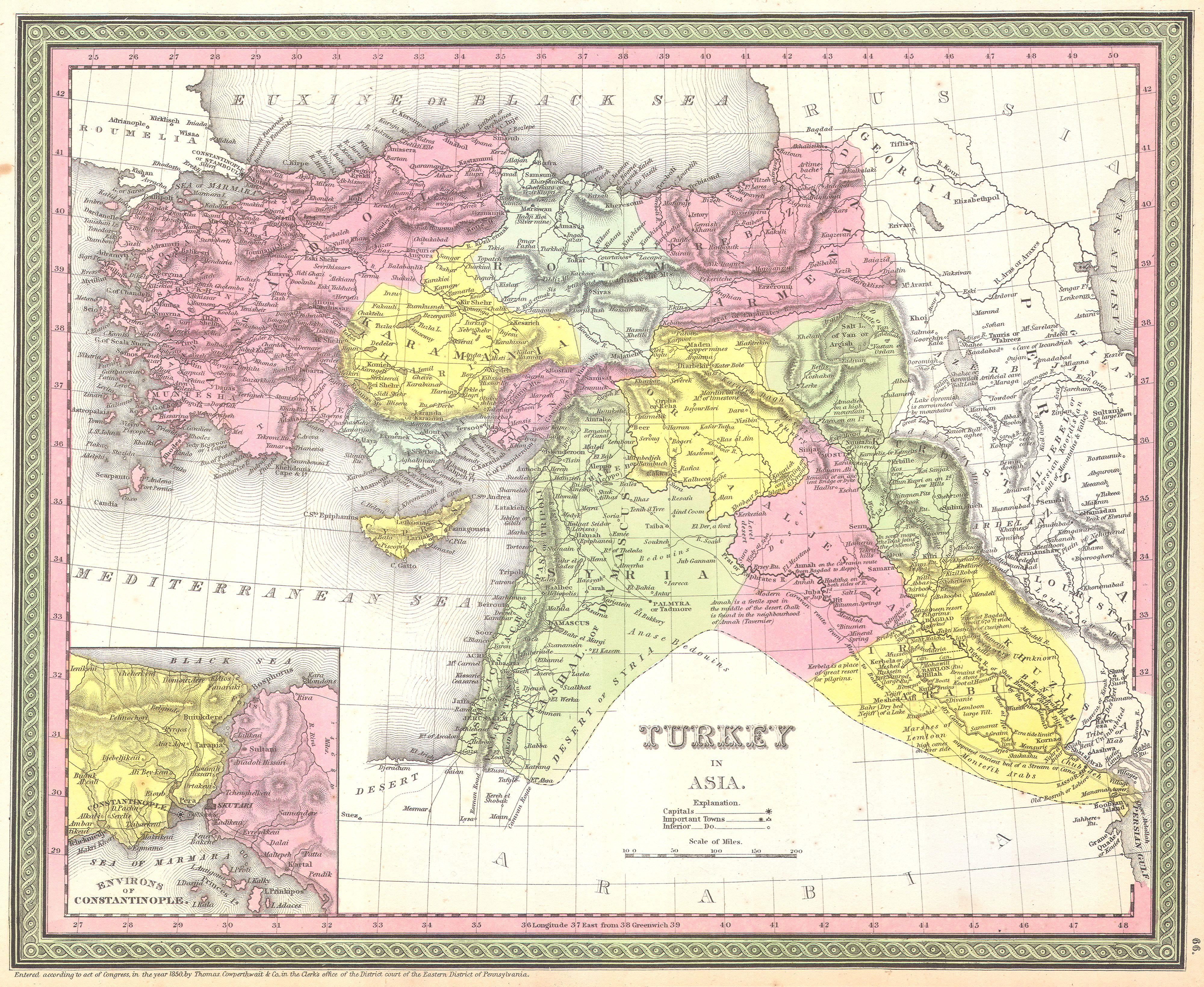
خارطة ترجع للعام 1850 لحدود الدولة العثمانية في آسيا تظهر معظم أراضي الكويت الحالية خارج حدود الدولة العثمانية.

الغزو العراقي للكويت هو هجوم شنه الجيش العراقي على الكويت بقيادة صدام حسين في 2 أغسطس 1990 استمرت العملية العسكرية يومان وانتهت باستيلاء القوات العراقية على كامل الأراضي الكويتية في 4 أغسطس ثم شكلت حكومة صورية برئاسة العقيد علاء حسين خلال 4 - 8 أغسطس تحت مسمى جمهورية الكويت ثم أعلنت الحكومة العراقية يوم 9 أغسطس 1990م، ضم الكويت للعراق وإلغاء جميع السفارات الدولية في الكويت، وإعلان الكويت المحافظة 19 للعراق وتغيير أسماء الشوارع والمنشآت، ومنها تغيير اسم العاصمة الكويتية.
أما في مدينة الطائف بالمملكة العربية السعودية فقد تشكلت الحكومة الكويتية في المنفى حيث تواجد أمير الكويت الشيخ جابر الأحمد الصباح وولي العهد الشيخ سعد العبد الله الصباح والعديد من الوزراء وأفراد القوات المسلحة الكويتية. ولقد استمر الاحتلال العراقي للكويت لمدة 7 شهور، ثم انتهى الاحتلال بتحرير الكويت في 26 فبراير 1991 بعد حرب الخليج الثانية.

### أسباب الغزو

#### نشأة الكويت
بعد الحرب العالمية الأولى انتهت الدولة العثمانية وأصبحت أراضي العراق خاضعة للانتداب البريطاني حتى عام 1932 حينما منحت المملكة المتحدة العراق استقلاله. وقد فتح الملك غازي بن فيصل بن الحسين في عام 1935 إذاعة خاصة به في قصره الملكي قصر الزهور خصصها لبث حملته لضم الكويت إلى العراق. وفي يونيو 1961، استقلت الكويت عن بريطانيا وبعد أسبوع واحد من إعلان استقلال الكويت عقد عبد الكريم قاسم مؤتمرا صحفيا في بغداد يطالب فيه بضم الكويت مهددا باستخدام القوة لتندلع بذلك أزمة سياسية بين الكويت والعراق عرفت بأزمة عبد الكريم قاسم. وقد حاولت القيادة العراقية إضافة لمسات قومية لهذا الصراع فقامت بطرح فكرة أن الكويت كانت جزءً من العراق وأُقتُطِع هذا الجزء من قبل الإمبريالية الغربية حسب تعبيرها، وأيضا أُستُغِلَّ تزامن هذا الصراع مع أحداث انتفاضة فلسطين الأولى.
ولقد كانت إدعاءات عبد الكريم قاسم تتركز بأن الكويت كانت جزء من العراق وقام بفصلها الاستعمار البريطاني على الرغم من استقلالية الكويت من الحكم العثماني، إلا أنه بعد حركة 8 شباط 1963 المعروفة بثورة 14 رمضان والإطاحة بنظام عبد الكريم قاسم في العراق اعترفت حكومة العراق برئاسة عبد السلام عارف في 4 أكتوبر 1963م رسميا باستقلال الكويت

#### الخلاف على إنتاج النفط

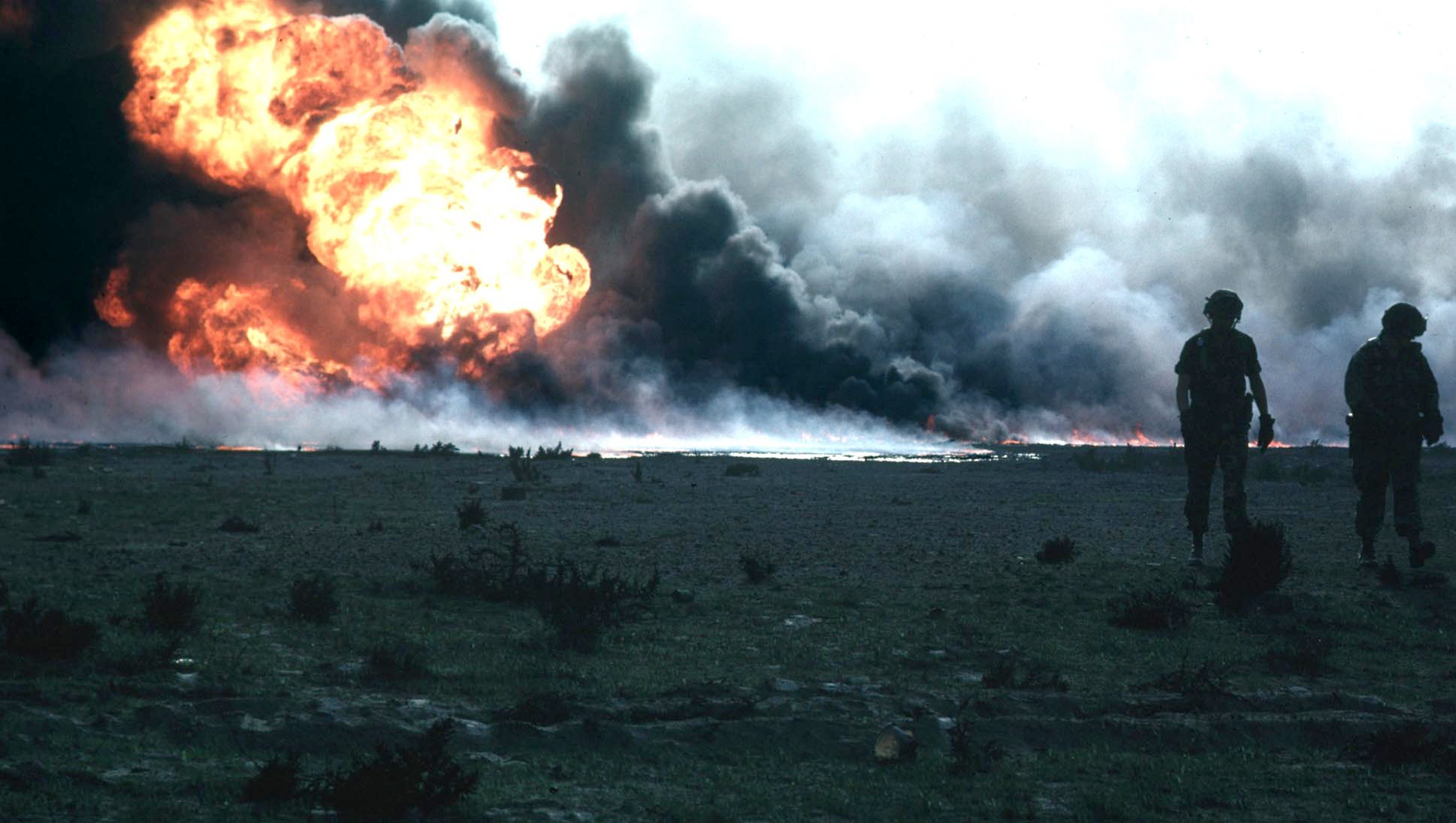
أكثر من 600 بئر نفط كويتي تم إحراقهم من قبل القوات العراقية

خلال الحرب العراقية-الأيرانية دعمت الكويت والسعودية العراق اقتصاديا ووصلت حجم المساعدات الكويتية للعراق أثناء الحرب العراقية-الأيرانية إلى ما يقارب 14 مليار دولار، كان العراق يأمل بدفع هذه الديون عن طريق رفع أسعار النفط بواسطة تقليل نسبة إنتاج منظمة أوبك للنفط. واتهم العراق كل من الكويت والإمارات العربية المتحدة برفع نسبة إنتاجهما من النفط بدلا من خفضه وذلك للتعويض عن الخسائر الناتجة من انخفاض أسعار النفط مما أدى إلى انخفاض النفط إلى مستوى يتراوح بين 10-12 $ بدلاً من 18$ للبرميل. غير أن احصائيات منظمة الدول المصدرة للنفط (أوبك) تشير إلى أن 10 دول من ضمنهم العراق لم تكن ملتزمة بحصص الإنتاج.

#### الخلاف على الحدود
جاء أول ترسيم للحدود بين الكويت والدولة العثمانية عام 1913 بموجب المعاهدة الأنجلو-عثمانية لعام 1913 والتي تضمنت اعتراف العثمانيين باستقلال الكويت وترسيم الحدود. وبعد انتهاء الحرب العالمية الأولى وهزيمة العثمانيين، احتلت بريطانيا الأراضي العثمانية في العراق. وقد طالب أمير الكويت الشيخ أحمد الجابر الصباح في أبريل 1923 بأن تكون الحدود هي ذات التي كانت في زمن العثمانيين وقد رد المندوب السامي بالعراق السير بيرسي كوكس على طلب الكويت باعتراف الحكومة البريطانية بهذه الحدود. وقد سعت بريطانيا بتعمد تصغير ميناء العراق على الخليج لكي لا تهدد أية حكومة عراقية مستقبلية النفوذ والسيطرة البريطانية على الخليج.
في 21 يوليو 1932، أعترف رئيس وزراء العراق نوري سعيد بالحدود بين الكويت والعراق. وفي 4 أكتوبر 1963 أعترف العراق رسميا باستقلال الكويت وبالحدود العراقية الكويتية كما هي مبينة بتبادل بالرسائل المتبادلة في 21 يوليو و10 أغسطس 1932 بين رئيس وزراء العراق نوري سعيد وحاكم الكويت الشيخ أحمد الجابر الصباح، من خلال توقيع محضر مشترك بين الكويت والعراق في اجتماع حضره كل من الشيخ صباح السالم الصباح ولي العهد الكويتي آنذاك وأحمد حسن البكر رئيس الوزراء العراقي في تلك الفترة.
في عام 1991، شكل مجلس الأمن لجنة لترسيم الحدود البلدين ووافق العراق على الالتزام بقرارات اللجنة. وفي عام 1993 صدر قرار مجلس الأمن رقم "833" لترسيم الحدود بين الكويت والعراق وأعترفت الكويت به فيما أعترف العراق بالقرار في عام 1994 بعد 3 سنين من خروج العراق من الكويت.

#### الخلاف على الديون
صرح الرئيس العراقي آنذاك صدام حسين أن الحرب العراقية الإيرانية التي استمرت 8 سنوات كانت بمثابة دفاع عن البوابة الشرقية للوطن العربي حسب تعبيره وأن على الكويت والسعودية التفاوض على الديون أو إلغاء جميع ديونها على العراق، ويُقدر صندوق النقد الدولي حجم الديون العراقية للكويت بستين مليار دولار. وتعدت مطالبه إلى طلبه من دول الخليج 10 مليارات دولار كمنحة للعراق وطلب تأجير جزيرتي وربة وبوبيان الكويتيتين. ولم تثمر الجهود الدبلوماسية في تخفيف حدة التوتر. ففي آخر يوليو من عام 1990، عُقد اجتماع في مدينة جدة بين وفد كويتي يرأسه الشيخ سعد العبد الله السالم الصباح ولي العهد الكويتي ووفد عراقي برئاسة عزة الدوري، ونتج عن هذا الاجتماع الموافقة على تقديم الكويت منحة 9 مليارات دولار وتبرع الملك فهد بن عبد العزيز آل سعود بعشرة مليارات دولار بشرط أن تُرَّسَم الحدود بين الكويت والعراق دولياً قبل دفع أي مبلغ. وقد جاء طلب الكويت هذا إثر قيام العراق بترسيم الحدود وعقد المعاهدات والتسويات مع كل من المملكة العربية السعودية والأردن وأجل عقد معاهدات مماثلة مع الكويت كي تُستخدم هذه القضايا كوسيلة ضغط على الأخيرة.
إحدى نتائج الحرب العراقية الإيرانية كان تدمير موانئ العراق على الخليج العربي مما شل حركة التصدير العراقي للنفط من هذه الموانئ، وكانت القيادة العراقية تأخذ في حساباتها المستقبلية احتمالية نشوب الصراع مع إيران مرة أخرى، ولكنها كانت تحتاج إلى مساحة أكبر من السواحل المطلة على الخليج العربي، فكانت الكويت أحسن فرصة لتحقيق هذا التفوق الإستراتيجي. وهناك آراء تؤمن بأن الغزو العراقي للكويت كان مؤامرة أمريكية-إسرائيلية نفذها صدام حسين ليتم تأمين والسيطرة على منابع النفط في الخليج. وفي 25 يونيو 1990 التقى صدام حسين مع السفيرة الأمريكية أبريل غلاسبي والتي قالت أن أمريكا «ليس لها راي بشان صراع عربي-عربي».

### الخسائر
نجم عن هذا الغزو خسائر من الجانب العراقي تمثلت في:
- مقتل 295 جندي عراقي.
- جرح 361 جندي عراقي.
- إسقاط 32 مروحية[71]
- إسقاط 7 طائرات مقاتلة[71]
- إغراق 4 زوارق صواريخ.
- تدمير 120 دبابة ومدرعة وآلية.
- تدمير 18 حافلة جنود.[72]

ومن الطرف الكويتي:
- مقتل وجرح نحو 4,200 جندي كويتي.
- أسر أعداد كبيرة من الأسرى (عسكريين ومدنيين).[72]

كما نتج عن غزو الكويت كارِثة من أكبر الكوارث التي عانى منها العراق وشعبه، وهي حرب الخليج الثانية الحرب التي شنتها قوات التحالف لتحرير الكويت من الغزو العراقي.

### رأي صدام في الغزو
أفاد صدام حسين في محضر جلسة الاستجواب الحادية عشر بتاريخ 3 مارس 2004 أنه هو من وضع خطة غزو الكويت وأن تنفيذها استغرق ساعتين ونصف الساعة، وأنه يعتقد أن الأمر كان من المفترض أن يتم بسرعة أكبر من المقدرة سلفا، نظرا لمساندة الشعب الكويتي للغزو. وقد تراجع صدام بذلك عن تصريح سابق له في الاستجوابات السابقة بأن الشعب الكويتي قد طلب من العراق غزو بلادهم للتخلص من القيادة الكويتية. وعندما طلب منه أن يوضح كيف عبر المواطنون الكويتيون عن رغبتهم تلك إلى الحكومة العراقية قبل الغزو أجاب صدام بأن بعض الكويتيين وليس جميعهم كانوا يشعرون بذلك، مضيفا: «لقد شعرنا بأنهم يطلبون منا ذلك».
كما صرح أنه كان هناك سببان للحرب في العام 1991، النفط وإسرائيل، وأضاف أن الكويت لم تكن تفكر في عمل أي شيء ضد العراق، إلا إذا «دفعت» من قبل دولة أخرى ( قاصدا الولايات المتحدة). وعندما أخبر المحقق صدام بأن المؤرخين يعتقدون أن العراق هي من بدأت بالهجوم، أجاب صدام بأن ذلك كان نتيجة «ممارسات الكويت» ولم يكن سبب الحرب.

## حرب الخليج الثانية

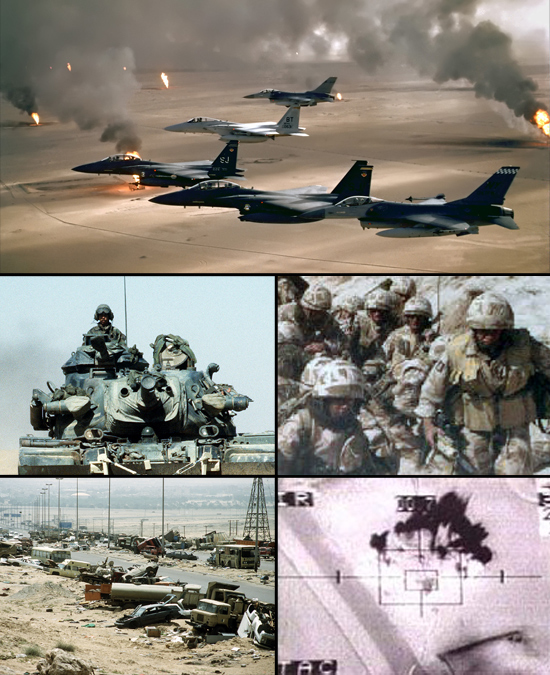
مع عقارب الساعة من الأعلى: طائرات أمريكية تحلق فوق فوق آبار النفط الكويتية المشتعلة، جنود بريطانيين خلال الحرب، صورة مُلتقطة من كاميرا طائرة لوكهيد إيه سي-130، طريق الموت، مركبة تابعة للهندسة العسكرية

حرب الخليج الثانية تسمى كذلك عملية عاصفة الصحراء أو حرب تحرير الكويت (17 يناير إلى 28 فبراير 1991)، هي حرب شنتها قوات التحالف المكونة من 34 دولة بقيادة الولايات المتحدة الأمريكية ضد العراق  بعد أخذ الإذن من الأمم المتحدة لتحرير الكويت من الاحتلال العراقي الذي نُفِذَّ بأوامر وقيادة صدام حسين. تطور النزاع في سياق حرب الخليج الأولى، وفي عام 1990 اتهم العراق الكويت بسرقة النفط عبر الحفر بطريقة مائلة، وعندما اجتاح العراق الكويت فُرضت عقوبات اقتصادية على العراق وطالب مجلس الأمن القوات العراقية بالانسحاب من الأراضي الكويتية دون قيد أو شرط.
كما أقامت الولايات المتحدة منطقة لحظر الطيران لحماية المدنيين العراقيين في منطقتي الشمال والجنوب وهذا الإجراء كان العامل الرئيسي في إقامة إقليم كردستان في شمال العراق لاحقا.

### الخسائر
اختلفت التقارير في إحصاء الخسائر العراقية، لكنها في المتوسط شملت :
- ما بين 70,000 إلى 100,000 قتيل.
- حوالي 30,000 أسير.
- تدمير 4,000 دبابة و 3100 قطعة مدفعية و 1856 عربة لنقل القوات.
- تدمير حوالي 240 طائرة.[78]
- لا توجد إحصائيات تحدد مدى حجم الخسائر في صفوف المدنيين. ومعظم التقارير تقدر عدد خسائر المدنيين بين 2,300 إلى 200,000. وسبب الاختلاف الواضح في الأعداد يعود إلى اختلاف المعطيات في التقدير وخاصة أن عدداً كبير من المدنيين أُستُعمِلوا كدروع بشرية لمنع قوات التحالف من قصف المواقع العسكرية.[79]
- تدمير بنية العراق التحتية وجيشه وحرسه الجمهوري الذي كان يعد من أقوى جيوش المنطقة، فالأضرار التي لحقت بالبنية التحتية للعراق من مصافي النفط ومولدات الطاقة الكهربائية ومحطات تصفية المياه أدت إلى تدني هائل في جميع المرافق الأقتصادية والصحية والاجتماعية في العراق. وتعرضت بعض البنى التحتية لقصف متكرر كمحطة كهرباء الحارثة قرب البصرة ومحطة تكرير النفط في بيجي. ويرى بعض الخبراء أنه لا يوجد مبرر واضح لهذا القصف المتكرر وخاصة أن البنى التحتية التي قصفت من الصعب أن تُصلح خلال الحرب.[80]
- نتج عن الحرب الجوية تدمير 96% من مولدات الطاقة الكهربائية لتعيد مستويات إنتاج الكهرباء في العراق لما قبل عام 1920.

## الانتفاضة الشعبانية
انتفاضة 1991 في العراق أو الانتفاضة الشعبانية هي مجموعة من عدة مظاهر للاضطراب وعدم الاستقرار في مناطق جنوب وشمال العراق وقعت مباشرة بعد حرب الخليج الثانية، وسميت بالانتفاضة الشعبانية لقيامها في شهر شعبان من العام الهجري حيث شملت الاضطرابات قيام مواطنين عزل بمحاصرة المعسكرات والدعوة إلى إسقاط النظام وبعد قيام القوات العراقية بعمليات قمع للمواطنين تحول الأمر إلى انتفاضة شارك فيها مسلحون وعناصر من الجيش العراقي بأسلحتهم وآلياتهم العسكرية، إضافة لعناصر من فيلق بدر التابع المجلس الأعلى الإسلامي العراقي وقوات البشمركة والحزب الديمقراطي الكردستاني والاتحاد الوطني الكردستاني وكذلك مسلحون من المواطنين العراقيين في الجنوب. اندلعت الانتفاضة في أربعة عشر محافظة من أصل ثمانية عشر محافظة التي يتكون منها العراق أي بمعنى خروج أكثر من 77% من الشعب العراقي منتفضاً على النظام الحاكم آنذاك واستمرت الانتفاضة إلى أن أُبيدت بتدخل عسكري وإبادة بشرية كبيرة من قبل النظام الحاكم الذي كان يرأسه صدام حسين.

قبة مرقد الامام العباس بن علي بعد القصف، سنة 1991

مارس النظام الحاكم آنذاك الذي كان برئاسة صدام حسين عدة انتهاكات صارخة لحقوق الإنسان خلال تصديه للانتفاضة الشعبانية وقد شملت هذه الانتهاكات كل مواد الإعلان العالمي لحقوق الإنسان الذي أقرته الجمعية العامة للأمم المتحدة في قرارها 217أ (د - 3) في 10/ 2/ 1948 والذي وقع عليه العراق واتفاقيات جنيف لعام 1949 في حماية الجرحى والمرضى المنكوبين وقرار الجمعية العامة الصادر في 9/ 9/ 1946 الداعي إلى تحريم إبادة الجنس البشري.
بدأت الاضطرابات في البصرة في 1 مارس 1991، بعد يوم واحد من وقف إطلاق النار حرب الخليج الثانية، عندما عادت دبابة تي-72 إلى العراق بعد الخروج من الكويت وأطلقت قذيفة على صورة ضخمة لصدام حسين معلقة في ساحة المدينة الرئيسية وسط تصفيق الجنود الآخرين. شجع انتشار أخبار هذه الواقعة لهذه الحادثة والبث الإذاعي لها عبر الإذاعة الأمريكية العراقيين على الثورة ضد النظام في مدن أخرى. قام المتمردون بالقبض على كميات هائلة من الوثائق الحكومية المتعلقة بحملة الأنفال سيئة السمعة التي نفذتها القوات الحكومية وقتلت عشرات الآلاف من الأكراد العراقيين وأفراد الأقليات العرقية الأخرى قبل ثلاث سنوات في العام 1988، وتم الحصول على 14 طن من هذه الوثائق من قبل هيومن رايتس ووتش وإرسالها إلى الولايات المتحدة.
كان عدد القتلى عاليا في جميع أنحاء البلاد. وتم قتل العديد من المسؤولين في حزب البعث العربي الاشتراكي من قبل المتمردين في العديد من المدن الجنوبية. وردا على ذلك تم قتل الآلاف من المدنيين العزل بنيران عشوائية من دبابات الموالين ومدفعياتهم وطائرات الهليكوبتر. في وقت لاحق، عندما دخلت قوات الأمن الموالية لصدام للسيطرة على الوضع، استخدمت النساء والأطفال كدروع بشرية، بعدها قام الجيش بتنفيذ الإعدام الجماعي والإخفاء القسري لآلاف الأشخاص بشكل عشوائي متبعا سياسة المسؤولية الجماعية. جرى تعذيب المشتبه بهم واغتصاب النساء وإحراق المعتقلين وهم على قيد الحياة. وفي 5 أبريل، أعلنت الحكومة العراقية «السحق الكامل لأعمال التخريب والفتنة وأعمال الشغب في جميع مدن العراق». كما صدرت الأوامر بقصف المدن الشيعية المقدسة كربلاء والنجف بصواريخ أرض أرض وقصف سكانها المدنيين بالطائرات مما أدى إلى مقتل المئات من المدنيين . وإلحاق الضرر بمساجد الشيعة ومزاراتهم في كربلاء والنجف ومهاجمة عتباتهم المقدسة في المدينتين بالطائرات وإلحاق دمار واسع بالأضرحة وقباب الإمام علي بن أبي طالب في النجف والإمام الحسين[ ؟ ] وأخيه العباس في كربلاء وتخريبها عمدا وعن سابق إصرار، ويقدر سقوط ومقتل تحو 30,000 شخص أغلبهم تم دفنهم في مقابر جماعية.

### الاعتذار الأمريكي
في عام 2011، قام سفير الولايات المتحدة لدى العراق جيمس فرانكلين جيفري بالاعتذار عن تخلي الولايات المتحدة عن ثورة عام 1991 كما أسماها، مضيفا «على الأقل لو كنا دعمناهم وقتها كان يمكن أن يكون حلا أفضل بكثير من الحل عام 2003، في ذلك الوقت كان دور الشعب العراقي أساسيا وليس مثل العام 2003» وعلق الناطق باسم الزعيم الشيعي آية الله بشير حسين النجفي أن «اعتذار الولايات المتحدة جاء بعد فوات الأوان، ولا يغير ما حدث والاعتذار لن يعيد إلى الأرامل أزواجهن، ولن يعيد إلى الأمهات الثكلى أبنائهن وأشقائهن الذين فقدوهن من بعد المجزرة التي تلت الانتفاضة».

## حصار العراق
يعتبر حصار العراق نتيجة مباشرة لحرب الخليج الثانية التي قامت لتحرير الكويت من الغزو الذي شنه صدام حسين عليها. تم فرض عزلة شديدة على العراق إثر قرار هيئة الأمم المتحدة فرض عقوبات اقتصادية خانقة عليها استمرت ثلاثة عشر عاماً عانى منها البلد بشدة.
وكان للحصار تأثير كبير شمل جميع جوانب الحياة الاجتماعية والاقتصادية، فقد أدى الحصار إلى ارتفاع نسبة التضخم ليصل إلى 2400% في عام 1994. كما أدى الحصار إلى هجرة أكثر من 23 ألف باحث وطبيب ومهندس عراقي إثر انخفاض معدلات أجر الفرد إلى أكثر من النصف. وقد صاحب الحصار ارتفاع معدلات وفيات الأطفال وسوء التغذية وانخفاض معدلات التحصيل العلمي. فقد تعرض أكثر من 4,500 طفل شهرياً للوفاة نتيجة سوء التغذية والأمراض حسب تقديرات اليونسيف.

### وفيات الرضع والأطفال

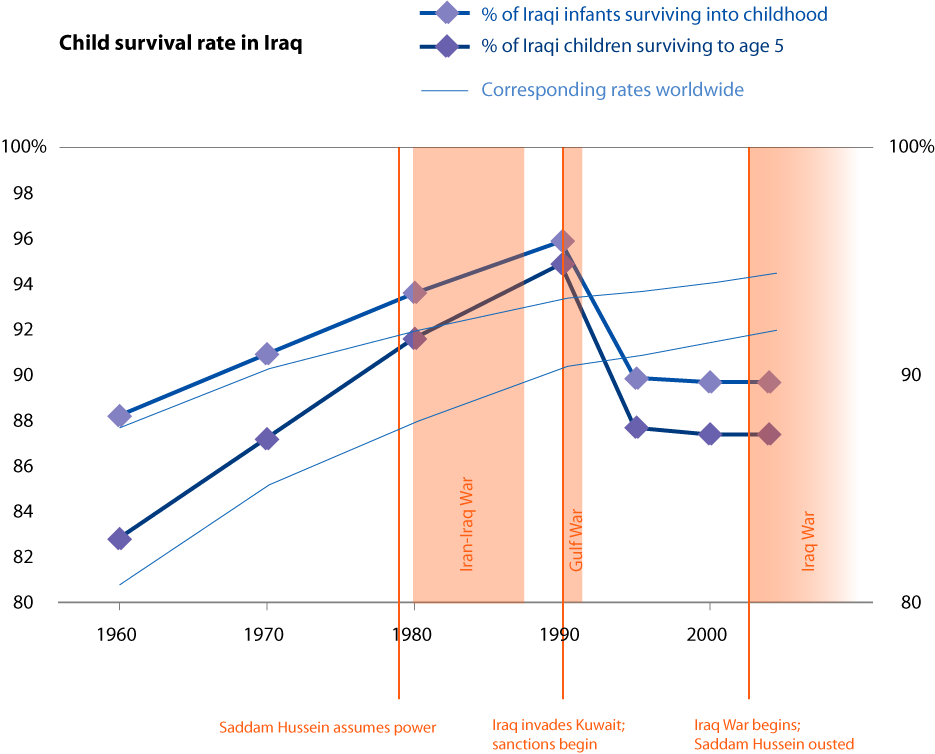
انخفضت معدلات بقاء الأطفال والرضع على قيد الحياة بعد فرض العقوبات.

ذكرت مقالة منشورة في البي بي سي  بتاريخ في 25 مايو 2000 أنه قبل فرض العقوبات على العراق من قبل الأمم المتحدة في عام 1990 كان معدل وفيات الرضع يبلغ 47 لكل 1,000 ولادة حية بين عامي 1984-1989، مقارنة ب 7 لكل 1,000 طفل تقريبا في المملكة المتحدة. قامت البي بي سي بإصدار تقريرها بناءً على دراسة قامت بها كلية لندن للصحة والطب الاستوائي، بعنوان «العقوبات ووفيات الأطفال في العراق» والتي نشرت في مايو 2000 في دورية لانسيت الطبية. وخلصت الدراسة إلى أنه في جنوب ووسط العراق ارتفع معدل وفيات الرضع بين عامي 1994-1999 إلى 108 لكل 1،000.
يشير معدل وفيات الأطفال إلى وفيات الأطفال بين سن الواحدة وخمس سنوات، وأشار التقرير أيضا أن هذا المعدل ارتفع بشكل كبير من 56 إلى 131 لكل 1,000. في المنطقة الشمالية ذاتية الحكم وهي كردستان العراق خلال الفترة نفسها انخفض معدل وفيات الرضع من 64 إلى 59 لكل 1000 طفل وانخفض معدل الوفيات من 80 إلى 72 لكل 1,000 طفل، ويعزى هذا الانخفاض إلى توفر غذاء أفضل وتخصيص الموارد اللازمة لحماية الرضع من الوفاة المبكرة.
كانت دورية لانسيت قد نشرت نتيجة لمسحين منفصلين من قبل اليونيسيف وذكرت المديرة التنفيذية لليونيسف كارول بيلامي أنه «بين فبراير ومايو 1999 في شراكة مع السلطات المحلية وبدعم تقني من منظمة الصحة العالمية، وبسبب العينة الكبيرة التي خضعت للدراسة ساعد ذلك على ضمان أن هامش الخطأ في معدل وفيات الأطفال في كل من المسوح كان منخفضا - ما يقرب من 24,000 أسرة تم اختيارها عشوائيا من جميع المحافظات في جنوب ووسط العراق و 16,000 طفلا من الشمال».

## انتهاكات التطهير العرقي

### قمع تركمان العراق
كباقي أبناء الشعب العراقي تعرض المواطنون التركمان إلى مختلف صنوف القمع وأنواع الاضطهاد في عهد نظام صدام حسين وبلغ عدد المحكومين بالإعدام بالآلاف وعدد المفقودين قسرا 16576 شخصا.كما تم حرمانهم من أبسط حقوق المواطنة ومن حقوق الإنسان الأساسية ومنها حق الانتماء القومي حيث أرغموا على التخلي عن انتمائهم القومي واستبداله بقوميات أخرى من أجل طمس الهوية التركمانية بأبشع إشكالها تم هدم القرى والقصبات في المناطق التي يسكنها التركمان وتهجير سكانها أو إرغامهم على الهجرة.
و يعود تأريخ استيطان التركمان في العراق إلى سنة 54 هجرية، حيث استدعى القائد الأموي عبيد الله بن زياد (2000) من الأتراك إلى البصرة كجنود.
وقد بدأ إطلاق اسم التركمان على أتراك العراق في عهد السلاجقة، حيث يتفق المؤرخون إن هذه التسمية لا تعني بأي حال من الأحوال عرقا آخر غير الترك. واسم التركمان جاء من دمج كلمتي (ترك وإيمان)وهم كانوا من الترك المسلمين الساكنين في ضفاف نهر جيحون (بلخ) ثم صنف الاسم مع كثرة الاستعمال وصار تركمان لتميزهم عن باقي الأتراك، وقام النظام السابق بقيادة صدام حسين بقتل المئات من أبناء القومية التركمانية في العراق، وتهجير المئات منهم إلى خارج العراق. بالإضافة إلى جريمة (الصهر القومي) المتضمن تحويل الانتماء القومي للعراقيين من غير العرب (الكرد والآشوريين والتركمان والأرمن) إلى الانتماء القومي العربي وتعريبهم وإصدار تشريعات جائرة بتعريب أسماء المواليد الجدد.

### قمع الأكراد الفيلين
الكرد الفيلية هم شريحة من الأكراد الذين يقطنون في المناطق الحدودية بين العراق وإيران ابتداءً من مناطق جلولاء وخانقين ومندلي[ ؟ ] شمالاً إلى منطقة علي الغربي جنوباً مروراً بمناطق بدرة وجصان وكوت[ ؟ ] والنعمانية والعزيزية[ ؟ ]. وتقع أغلب هذه المناطق في محافظة واسط العراقية إضافة إلى بعض قرى محافظة ميسان[ ؟ ] وشرق محافظة ديالى.
الكرد الفيلية يديونون بديانة الإسلام وهم من الشيعة وعلى المذهب الجعفري الإثني العشري، ولهجتهم الكردية تختلف عن مثيلاتها في كردستان العراق وإيران بعض الشيء حيث تسمى اللهجة اللوريّة، سكن الكرد الفيلية في عاصمة العراق بغداد وكان العديد منهم يزاول النشاط التجاري فيها وقد تم إبعاد الكثير منهم قسراً من العراق إبان حكم الرئيس صدام حسين في نيسان/أبريل 1980، بحجة التبعية لإيران.
كان يبلغ تعداد الكورد الفيلية عام 1947 م حسب أرقام واردة من وزارة الشؤون الاجتماعية ب 30 ألف نسمة وبذلك يشكلون 0.6% من سكان العراق آنذاك كان يسكن حوالي 14 الف نسمة منهم في المدن في حين يسكن 16 الف نسمة منهم في الريف 
وفي عهد نظام صدام حسين تم تهجير عشرات الآلاف من الأكراد الفيلية من مناطقهم إلى إيران وإسقاط الجنسية العراقية عنهم ومصادرة أملاكهم.

## قضية النعوش الطائرة للمصريين
في الفترة ما بين عامي 1980 و 1990 بلغت احصائيات الجالية المصرية في العراق قرابة 3 ملايين نسمة، نشرت بعض الصحافة المصرية تقارير عن وجود حالات تجنيد إجباري للعاملين المصريين في صفوف القوات العراقية التي شاركت في الحرب العراقية-الأيرانية.
في 15 نوفمبر 1989 أثارت الصحافة المصرية تقارير عن أوضاع المصريين العاملين في العراق وظاهرة ازدياد أعداد الجثث العائدة من بغداد وهو ما عُرف «بالنعوش الطائرة»، حيث نشرت جريدة الأهرام تقرير تحت عنوان «تقرير لرئيس الوزراء عن أوضاع المصريين بالعراق»، وفي 17 نوفمبر نشرت  أيضاً تقريراً أن مسؤولاً حكومياً عراقياً أكد أن العراق ومصر شكلا لجنة رسمية للتحقيق في وفاة مئات المصريين العاملين في العراق خلال عدة شهور، واشارت بعض التقارير إلى أن إجمالي أعداد هذه النعوش بلغت نحو 5500 جثة.
وفي 16 نوفمبر 1990 أعلن الرئيس المصري وقتها حسني مبارك في مؤتمر صحفي لرؤساء تحرير الصحف المصرية جاء فيه إن الشعب المصري لن يغير موقفة من أدانه غزو العراق على الكويت، لأن المصريين عرفوا كيف تصرف النظام العراقي تجاه العاملين في العراق وعن ألاف الجثث التي وصلت إلى مصر.
وفي عام 2003 كان رئيس قسم المصالح المصرية بالعراق قد أكد العثور على 18 جثة لمصريين في المقبرة الجماعية التي اكتشفت مؤخرا بمدينة الحلة جنوب بغداد وضمت رفات لنحو 15 الف شخص، وقال ان الصليب الأحمر الدولي عرض تحمل نفقات نقل رفات المصريين إلى القاهرة في حالة رغبة ذويهم دفن الجثث في مصر، وأشار إلى أن الضحايا كانوا يعملون في المهن الحرفية البسيطة وتم قتلهم بعد انتفاضة عام 1991. وقد تم العثور على جوازات سفر هؤلاء المصريين لدى ارباب عملهم الذين حضروا اعتقالهم ولكنهم خافوا من النظام العراقي السابق في حال ابلاغ السفارة المصرية. وأكد الامين العام لجامعة الدول العربية عمرو موسى ان اكتشاف المزيد من المقابر الجماعية في العراق دليل ادانة جديد من الناحيتين القانونية والإنسانية لممارسات لايمكن تجاوزها للنظام السابق.
وفي يونيو 2003 أعلنت المنظمة المصرية لحقوق الإنسان عن إرسال بعثة إلى العراق لمتابعة عملية إخراج جثث مصريين من المقابر الجماعية التي اكتشفت أخيرا هناك ولتعرف أسماء أصحابها بعد أن تلقت ألاف الشكاوى من ذوي مصريين انقطعت أخبارهم قبل سنوات.
وفي عددها الصادر يوم 3 يوليو 2004 لصحيفة الرأي العام الكويتية عن قيام طبيب مصري مقيم في الكويت برفع دعوي قضائية ضد الرئيس السابق صدام حسين يتهمه فيها بأنه كان وراء مذابح المصريين في العراق، وأضاف في عريضة دعواه قائلا: 'إن المذابح الجماعية التي تعرض لها العاملون المصريون في العراق وراح ضحيتها طبقا لأوثق المصادر 5596 مصريا تم ضربهم وتعذيبهم وقطع أطرافهم ثم شحنهم في توابيت طارت بهم من مطار بغداد إلى مطار القاهرة، خلال فترة زمنية قصيرة لا تزيد علي شهرين فقط، واستند الطبيب المصري أيضاً إلى ما نشرته الصحف المصرية وبالذات صحيفة أخبار اليوم[ ؟ ] في عددها رقم 2837 عن النعوش الطائرة، واكتشاف تعرض جثث المصريين قبل الموت للضرب والتعذيب وبتر الأطراف بواسطة تابعين لصدام حسين، وكشفوا عن وصول 1300 نعش إلى قرية البضائع بمطار القاهرة خلال عشرة شهور فقط.

## أوامر الإعدام والاغتيالات

صورة قانون عقوبة الإعدام لمن أهان الرئيس أو مجلس قيادة الثورة

خلال فترة حكم الرئيس صدام حسين حدثت عمليات قتل وإعدامات إما بصورة متقطعة أو اتخذت شكلا آخر هو أشبه بشكل الحرب الواسعة. القتل المتقطع نفذ تطبيقا لسلسلة من القوانين والأوامر التي أصدرها أو أمر بتنفيذها. كان القتلى في هذه الحالة إما معارضين سياسيين حقيقيين أو مشتبه فيهم أو هاربين من الخدمة العسكرية. في حالة العنف الجماعي، كانت نسبة كبيرة من الضحايا من المدنيين. في حالة القتل المتقطع كان القتلى إما قد حوكموا وأعدموا في مؤسسات الأمن والمخابرات أو أعدموا علانية. أغلبية الجثث في هذه الحالة سلمت إلى أقارب القتلى. في حالة العنف الجماعي كان الضحايا إما قد قتلوا خلال الحرب والعمليات العسكرية أو قد تم أسرهم ثم إعدامهم بعد ذلك من دون محاكمة. وفي كلتا الحالتين نفت السلطة علمها بمصيرهم.
قال صدام حسين في حديث مسجل له أثناء تأدية مهامه في العام 1978 كنائب للرئيس، أي قبل سنة من توليه الحكم كرئيس لجمهورية العراق:
وهناك أيضا حديثه المسجل الشهير في أوائل حرب الخليج الأولى عندما طرد كل من لم يتطوع من الحزب للقتال وهددهم بالقتل في خطاب مسجل بالصوت والصورة نصه:
"صدام مخاطباً أحد الرفاق : اقعد.. اقعد.. الكل تطلعون تروحون على بيوتكم أنتم مفصولمن من الحزب... يلله!"
صدام مخاطبا الرفاق الذين فصلهم : بس الرفيقات.. الرفيقات فقط يرجعن..بس الرفيقات يرجعن لأن الرفيقات ما مطلوب منهن عمل كالرجال".
"مانريد مانريد مناقشة كلمن ما مسجل أسمه بالتطوع قبل هذه الندوة يطلع يغادر يلله! يلله حماية كل من ما يطلع اضربوه!"
أحد الحضور المفصولين ابتدأ بالهتاف
"ماريد كلام.. ماريد كلام.. ماريد كلام الثورة إلها رجالها وإلها قادتها وإلها جماهيرها..راح تطلعون انتوا مفصولين من الحزب..
قسماً بالله الذي أسمعه همساً يحكي مع مواطن عراقي أو بعثي إلا أطره بيدي أربع وصل!

### أوامر وقوانين الإعدام

وثيقة قانون إصدار عقوبة الإعدام بحق من يغيب أو يتهرب من جبهة القتال ولو (ليوم واحد) في عهد الرئيس العراقي السابق صدام حسين

سن صدام حسين خلال فترة حكمه بعض القوانين الفارضة للإعدام ومنها على سبيل المثال لا الحصر:
- أصدر قرار مجلس قيادة الثورة المرقم 840 في 4/11/1986 الذي ينص على “يعاقب بالسجن المؤبد ومصادرة الأموال المنقولة وغير المنقولة من أهان بإحدى طرق العلانية رئيس الجمهورية أو من يقوم مقامه أو مجلس قيادة الثورة أو حزب البعث العربي الاشتراكي أو المجلس الوطني أو الحكومة. وتكون العقوبة الإعدام إذا كانت الإهانة أو التهجم بشكل سافر وبقصد إثارة الرأي العام ضد السلطة. ويعاقب بالسجن مدة لا تزيد على سبع سنوات أو بالحبس أو الغرامة من أهان بإحدى طرق العلانية المحاكم أو القوات المسلحة أو غير ذلك من السلطات العامة أو الدوائر أو المؤسسات الحكومية”.[116]
- إعطاء «صلاحية الحكم بالإعدام الفوري لآمري الفصائل صعودا إلى قادة الفيالق» والتنفيذ «ضد الجبناء والخونة» مع تزامن القضاء مع العقاب. ونقل سلطة العقوبة إلى أسفل هرم الجيش يعني أن آمر الفصيل له حرية التصرف بأن يقرر إجراء تحقيق أو أن يمارس تلك الصلاحية المطلقة للإعدام الفوري. وتم تطبيق هذا القانون بقوة على أي غائب عن جبهات القتال في الحروب العديدة التي خاضها الشعب العراقي.[117]
- إصدار قانون 31 آذار 1980 الذي لا سابقة له في إعدام جميع أعضاء حزب الدعوة الإسلامية والمتعاطفين معه والمروجين لأفكاره وكل ذلك بأثر رجعي ودون محاكمة مسبقة وفق القرار المرقم 461 الصادر من (مجلس قيادة الثورة) وبتوقيع صدام حسين بتاريخ 31-3-1980.[118][119]
- الجريمة الشهيرة والتي تم فيها اعتقال 42 من كبار تجار بغداد مع عدد من العاملين معهم الذين تم اقتيادهم مباشرة إلى قاعة المحكمة وإصدار حكم الإعدام بحقهم وإعدامهم بتهمة احتكار السوق.[120] وبعد سقوط نظام حكم صدام حسين تم التحقيق في الجريمة وعن أهم الوثائق والصور في ملف القضية، قال المصدر القضائي أن «الوثائق والأقراص المدمجة تبين أن رئيس النظام السابق صدام حسين، أصدر توجيهاته يوم 25 من تموز/ يوليو 1992 إلى وزير الداخلية ومدير الأمن العام للقيام بحملة كبيرة لاعتقال تجار المواد الغذائية في سوقي الشورجة وجميلة ببغداد، ما أسفر عن اعتقال أكثر من مائتي تاجر، انتقي منهم 40 تاجراً أرسلوا عصر نفس اليوم إلى المحكمة الخاصة في وزارة الداخلية آنذاك واستمرت المحاكمة حتى بعد منتصف الليل، وانتهت بإصدار أحكام الإعدام على جميع المتهمين وتنفيذ الحكم في اليوم التالي مباشرة دون منحهم فرصة مقابلة ذويهم أو توديعهم وبدون حضور الادعاء العام أو رجل دين.»[121]
- حسب تصريحها عدة مرات، تعرضت عائلة الشاعرة الآشورية العراقية فيفيان صليوا للتعذيب بسبب معارضتهم للحكم البعثي و«لقد قام نظام صدام حسين بإعدام أعز الناس الي وكان ذلك عندما كنت في سن صغيرة». وسببه نشاط معارض لدى عمّها الذي كان له حركة سريّة تعمل ضد نظام صدام ، كانوا يبحثون عنه، «وحينما لم يجدوه قرروا إعدام العائلة كلها تحت التعذيب بسبب شخص واحد وهو عمي .. و في وقت لاحق تمكنوا من اغتيال عمي في كمين نصبوه له.» [122][123]

## الانتهاكات البيئية

### تجفيف الأهوار

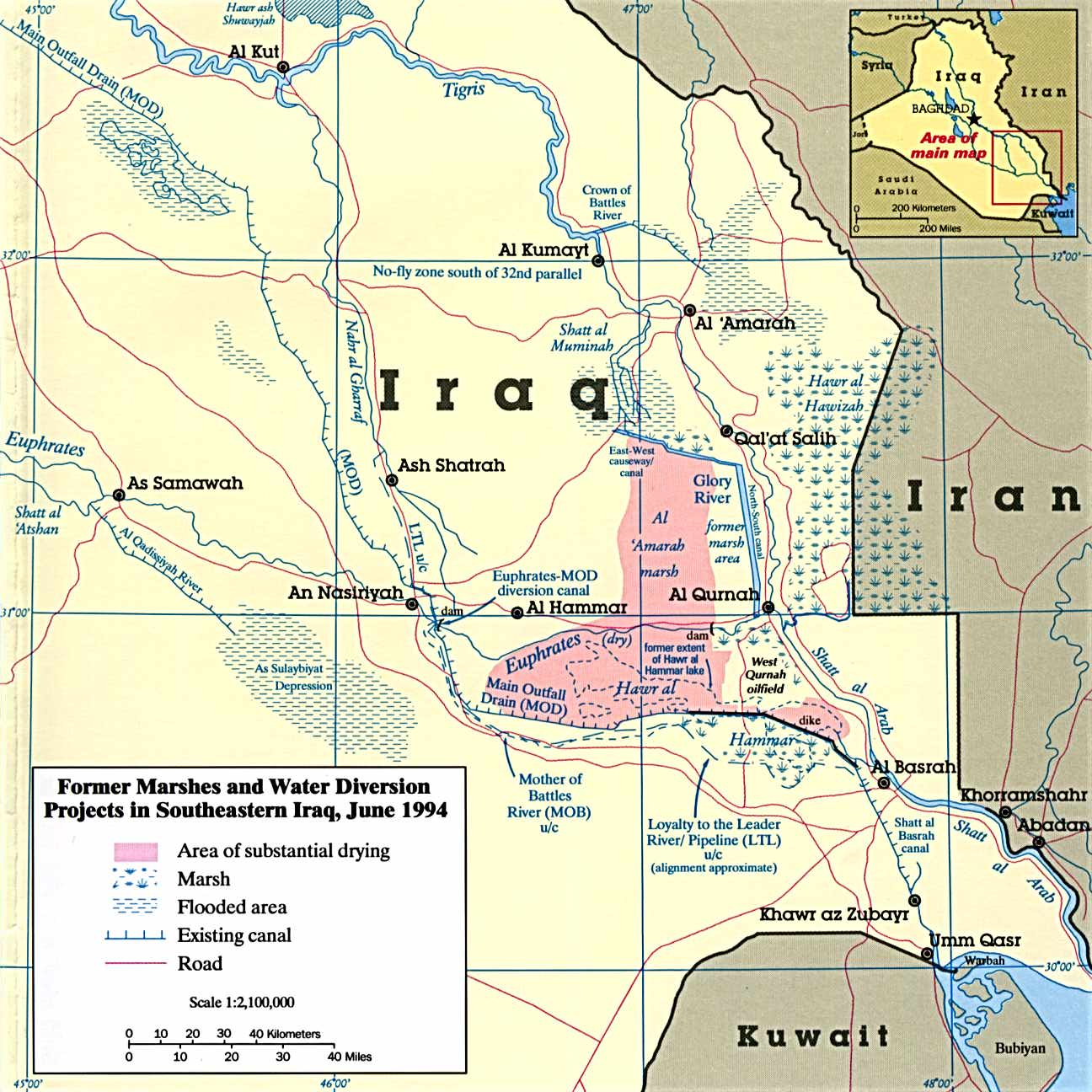
خريطة لأهوار العراق تبين المناطق التي تم تجفيفها

في جنوب العراق وبعد الانتفاضة الشعبانية بدأ الآلاف من المدنيين والجنود الهاربين والثوار بالهرب من بطش السلطة حيث هربوا إلى الأهوار[ ؟ ]  الواقعة في جنوب العراق مثل هور الحويزة وهور الحمار وغيرها وحينها حدثت عمليات انتقام واسعة من قبل قوات الحرس الجمهوري والجيش العراقي ضد الثوار في الأهوار وفي نفس الوقت تم تجفيف أهوار العراق  من خلال تحويل تدفق نهري دجلة ونهر الفرات بعيدا عن الأهوار[ ؟ ] مع نقل إجباري للسكان المحليين إلى مناطق أخرى بالإضافة إلى إعدام وقتل الآلاف من الثوار الهاربين حيث قال كلاوس توبفر (المدير التنفيذي لبرنامج الأمم المتحدة للبيئة) عن جريمة تجفيف الأهوار أنها «كارثة بيئية كبرى ستبقى في ذاكرة الإنسانية كواحدة من أسوأ الكوارث البيئية التي سببها إنسان».

### تجريف بساتين الدجيل
إصدار قرار بتدمير وتجريف ما يقارب 1000 كم2 من الأراضي الزراعية والبساتين المثمرة من الطريق من قضاء بلد إلى الدجيل لمنع تكرار محاولة الاغتيال الفاشلة التي استهدفت صدام حسين عام 1982 م.

### حرق آبار النفط

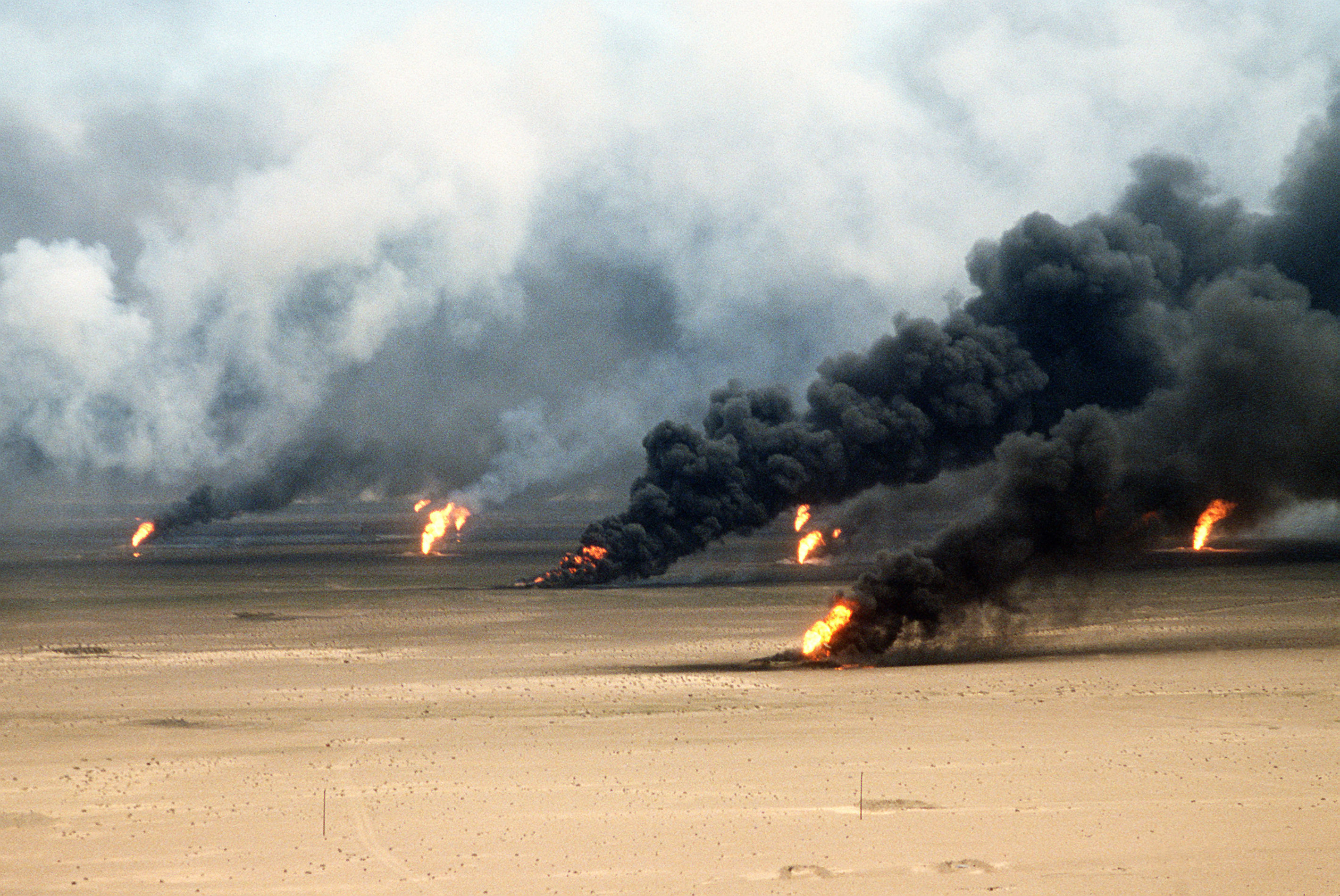
منظر من الجو لآبار نفط مشتعلة في الكويت أثناء الغزو

تعرض العراق والكويت ودول الخليج العربي لأحد أسوأ الكوارث البيئية جراء ممارسات النظام العراقي في ذلك الوقت برئاسة صدام حسين. فقد كان لحرق أكثر من 727 بئر نفطي الأثر المدمر لجميع عناصر البيئة. ولم يقتصر تأثير حرائق الآبار النفطية على الكويت فقط، حيث وصل آثار الدخان المرئي إلى اليونان غرباً والصين شرقاً، بل حتى وصلت آثار السحابة الدخانية إلى الولايات المتحدة الأمريكية وإن كانت بتركيزات منخفضة. فمرصد «هون لاوا» في هاواي رصد معدلات سخام[ ؟ ] أعلى بخمس مرات عن معدلات الثلاث سنوات السابقة. ونتيجة لقيام الجيش العراقي بضخ النفط في مياه الخليج العربي - بدءاً من الأسبوع الثالث من شهر يناير لعام 1991 - تكوّنت أكثر من 128 بقعة نفطية مسببةً أكبر حادث انسكاب نفطي. وتعرضت البيئة الصحراوية للتلوث نتيجة لعدة عوامل أهمها تشكل البحيرات النفطية الناتجة من تدمير الآبار. كما كان لقيام الجيش العراقي بحفر الخنادق الدفاعية وزرع الألغام الأرضية أثر كبير في تفكك التربة.

## المحاكمة والإعدام
نفذ في العراق فجر السبت حكم الإعدام الصادر بحق الرئيس العراقي السابق صدام حسين بعد إدانته بارتكاب جرائم ضد الإنسانية، وانتهت بذلك مرحلة من تاريخ العراق الذي حكمه صدام لنحو ربع قرن قبل أن تتم الإطاحة بالرئيس العراقي السابق إثر الغزو الذي قادته القوات الأمريكية عام 2003.

### المحاكمة
أثناء محاكمته رفض صدام إعطاء أي إجابة حول ما إذا كان بريئا أم لا بعد قراءة القاضي لائحة الاتهام المفصلة مختتما بذلك قضية الإدعاء.
وعندما سأل القاضي صدام عما إذا كان مذنبا أجاب الرئيس العراقي السابق: «لا أستطيع القول مجرد نعم أم لا. أنا رئيس العراق وفقا لإرادة العراقيين ولا أزال الرئيس حتى هذه اللحظة، هذه ليست طريقة يتم بها التعاطي مع رئيس العراق». وقد وجه الاتهام إلى صدام وأخيه غير الشقيق برزان التكريتي الرئيس السابق لجهاز الاستخبارات، بإصدار الأوامر بقتل 148 شخصا من أهالي الدجيل في المرحلة الأخيرة من الحملة التي أعقبت محاولة الاغتيال، كما اتهما بإصدار أمر بقتل تسعة أشخاص في الأيام الأولى من الحملة.
وتشمل بقية التهم الاعتقال غير القانوني لـ 399 شخصا إضافة إلى عمليات تعذيب ضد نساء وأطفال وتدمير عدد من الحقول. وبلغ عدد الذين قرأ القاضي لوائح الاتهام ضدهم ثمانية متهمين، جميعهم إما أعلنوا براءتهم أو رفضوا الإجابة.

### الدفاع
قال صدام حسين عند استجوابه للمرة الأولى داخل المحكمة، بأن الأدلة التي سيقت ضده مزورة، وعرض الادعاء العام بطاقات هوية تخص 28 عراقيا تقل أعمارهم عن 18 سنة أعدموا بموافقة صدام علما أن القوانين العراقية المعمول بها في عهد النظام السابق كانت تنص على أن أدنى سن لتنفيذ حكم الإعدام هو 18 سنة. غير أن صدام حسين قال إن الأدلة مزورة لأن بطاقات الهوية يمكن تزويرها، وأضاف أن الشهود الذين جلبهم الإدعاء العام للشهادة ضده تمت رشوتهم أو تلقينهم كيفية الشهادة ضده.

### التنفيذ
تم إعدام صدام حسين فجر يوم عيد الأضحى (العاشر من ذو الحجة) الموافق 30 ديسمبر 2006. وقد جرى ذلك بتسليمه للحكومة العراقية من قبل حرسه الأمريكي تلافيًا لجدل قانوني في أمريكا التي اعتبرته أسير حرب.
دُفن صدام في مسقط رأسه العوجة - في محافظة تكريت - حيثُ قامت القوات الأمريكية بتسليم جثته لثلاثة أفراد من المحافظة أحدهم شيخ عشيرة ألبو ناصر التي ينتمي لها والذي قُتل لاحقاً، وتم إغلاق منافذ البلدة لحين الانتهاء من الصلاة عليه ودفنه في قاعة المناسبات الكبرى التي كان من قبل قد دفن فيها نجليه عدي وقصي وحفيده مصطفى الذين قتلوا عام 2003 في الموصل على يد الأمريكان بعد معركة استمرت زهاء الخمس ساعات، حسب شهادة ابن عمه في مقابلة مع الجزيرة.

## وصلات خارجية
- المعرفة من قناة الجزيرة يروي عن عمليات الأنفال
- جرائم صدام حسين - حملة الأنفال 1988
- فيديو يوضح أسباب غزو الكويت من وجهة نظر صدام حسين على يوتيوب
- (بالإنجليزية) Kadhim, Abbas. "The Hawza Under Siege A Study in the Ba‘th Party Archive." (Archive) جامعة بوسطن Institute for Iraqi Studies (IISBU) Occassional Paper. No. 1. June 2013.